# あるいは現在進行形の黒歴史
『あるいは現在進行形の黒歴史』（あるいはげんざいしんこうけいのくろれきし）は、あわむら赤光による日本のライトノベル。イラストはrefeiaが担当している。GA文庫（ソフトバンククリエイティブ）より2011年8月から刊行されている。

## あらすじ
主人公、吉岡英二の妹、楓子は美少女なのに重度の中二病患者。彼女がノートに書いたキャラクターたちが、ひょんなことから実体化してしまう。しかし、彼女たちの魂は幽霊とそれを追っていた死神だった。

## 登場人物
声は本作と同じあわむら原作・GA文庫刊行作品を原作とするテレビアニメ『聖剣使いの禁呪詠唱』第7話カメオ出演時。

### 吉岡家
吉岡 英二
声 - 田丸篤志（配役は「エイジ」）
主人公。父・京平や兄にしごかれていたため、運動神経はよく、幾つかのプロレス技を習得している。また、進学校通いゆえ成績もそこそこある。
A.N.G.が現れる前までは学校の勉強に勤しむ普通の高校生1年生だったが、マリスの胸を事故で揉んでしまってばかりに《婚約（エンゲージ）》を強要され、さらには成り行きでロザリンドともエンゲージし、今に至る。
楓子に毎度手を焼かれているせいか楓子には厳しい。しかしそれは「愛の鞭」であり、内心では何度邪険に扱っても慕う楓子を勉強に対する心の支えにしている。
妹のみならず周囲の女子にもツンデレめいた言動が多く、キキに咬まれた時にも発揮されたほど。しかし、芯はとても優しく、そこにほれ込んでいる者も。
その性格からか、眼鏡をかけていない（自称：2.0）がキキからは「メガネ」と呼ばれている。また、楓子からもことあるごとに「メガネ」と連呼されることもあった。
吉岡 楓子
声 - 鈴木絵理（配役は「デコスケ」）
英二の妹で《絶対少女黙示録（エンジェリックコード）》の作者。
通称：デコ助、でこちゃん、メープル。中学2年生。
「エンジェリックコード」というと重たく聞こえるが、実際はただの妄想ノートで、英二らからは『妹ノート（いもノート）』と言う通称で呼ばれる。
容姿は実兄の英二も認めるほどの美少女で、そこに惚れる男も多い。しかし、本人は厨二病にしてブラコンで、3次元の男は英二以外興味がなく、顔もおぼえようとしない。（対照的に、A.N.G.らかわいい女の子は「嫁」というほど）しかも、頭があまりよくなく、エンジェリックコード内で「わだつみ」と「海妃」が被ったり、最強のA.N.G.（アンジェ）・メープルの持ち技の【華麗なる逆転劇（トリックスター）】の上限値が108個だったり、メープルの僕のベルナスサレスが無敵だったりなど、無茶な設定が見られる。
額が広いことを気にしており、英二が「デコ助」と呼んだりデコピンをすると嫌がる。因みに理子の「でこちゃん」、「デコ助」は「かえでこ」からとったもの。自分の名前を気に入っておらず、最強のA.N.G.の名前を「メープル」にしたり、舞子から「メープル」と呼ばれていたりする。
英二のことは通常「兄ちゃん」と呼んでいるが、ラノベに影響されて「ブラザー」などと呼び名を変えることがある。
吉岡 京平
英二と楓子の父。その巨体と人外な強さから羆無双の異名を持つ。
通称の通り相当強く、キキの攻撃も物ともしなかった。とても厳しいが女性には甘く、特に優子の前ではデレデレになる。
腰に持病を持っているようで大事な時に限ってぎっくり腰になる。
吉岡 優子
英二と楓子の母。見た目が若く、神社の巫女をやっている。霊力が強く、撒く塩には本当に除霊効果がある。また、学校占領事件においてキキが噛みついても洗脳されることはなかった。
頭がライトノベル脳で、英二には彼女を作ってラブコメのような関係に至って欲しいと考えている。
それを除けば包容力のある大人の女性で、理子と舞子の魂が肉体を離れた際には全く動じることなくアドバイスを送っている。
京平のことを誰よりも愛しており、京平からも誰よりも愛されたいと思っている。それ故、京平がキキによってキキを崇拝したときは激怒して「マジカルキャットプリンセス・クレッシェントネイル」という技を使った。英二曰く、「10の爪が全て赤く染まり、霞んで見えなくなるほどの速さ」だったという。

### 山本家
山本理子
英二の幼馴染。見た目は、英二曰く「どこかの令嬢のよう」。妹の舞子曰く「美人なのにどこかモサッとしている」。実際どこかボケッとしており、セリフにはよく平仮名や長音がはいったり、人を呼ぶときは平仮名だが学校の成績は学年トップである。
英二に隠し事をされたり嘘をつかれるのを何より嫌っており、A.N.G達が英二の家に集まっていることを知った時は「嘘つき。死ね。」と吐き捨てた。
よく英二をみかけては背中からだきついてきたりなど、異性と思っていないかのような行動をとる。
夏休みに東京に家族で遊びに行った際 、交通事故に遭い、幽体離脱をする。元の体に戻れず魂だけで英二のいる神社に訪れて優子に相談をした後死神に襲われる。再び神社に逃げ戻ってきたところ、丁度その場ではA.N.G.が誕生していてそれに巻き込まれ、無貌の天使・ナーシェとなる。
ナーシェになった時は「山本理子」でなくなったことを嘆いていたが舞子に変幻自在であることに気づかされ、以降「山本理子」として英二に接している。
変幻自在で他人や物に変身することはもちろん、体の一部を変えることもできる。実際、6巻に体の一部をボーラや煙幕弾に変化させる場面がある。
山本舞子
理子の妹。引っ込み思案でオタク。そのため友達が少なく、同じオタクの楓子が親友となっている。
理子と同じ理由で最強のA.N.G.である「女神の聖天使・メープル」への転生を果たす。これには本人も大喜びし、口調や態度も変えた。

### A.N.G.
マリス
声 - 内田彩
設定名は「マリシエル」で二つ名は「殺戮の天使」転生前の名：W型。「マリス」というのは楓子が考えた愛称で、本人もこの名で呼んでいいと言っている。
設定上A.N.G最弱だが中に入っているのが死神な為、本来ならA.N.Gにとって最も恐ろしい存在である。
しかし、合理主義者であり、他のA.N.G.達が悪い人ではないことから、「魂葬」（成仏）をしていない。
これまで機械のように死神としての仕事を行ってきたため、人間たちの楽しみ（特に食事）を知らなかった。吉岡家での暮らしでそれらを知り、大切に思うようになる。
青い髪をもち、ショートヘア＋1本結びという髪型にしているが、髪が伸縮自在で硬度も自由に変更でき、自由自在に動かせる。これにより【鋼糸鏖陣（スティールゴルゴン）】を発動できる。また、髪を切っても即座に復元したり、髪のうちの1本を人に絡み付けて追跡用の道標にすることも可能。
ロザリンド
設定名：ロザリンド＝ジ・ヴァルハラン＝炎煌（ホムラギ）。二つ名：紅薔薇の剣姫。転生前の名：木村玉子。
堕天使最強（A.N.G.で2番目に強い）。
一人称は「ボク」の中性的な口調で、自らを騎士と自認する高潔で中性的な美女―――を演じている元演劇部の少女。
当初は素の自分に自信を持てず、失敗することを何よりも恐れていたが、第2巻でのアイシャリア暴走事件で英二に叱咤されたことがきっかけで真の勇気を知る。
根は乙女チックな性格。アイシャリア程ではないものの巨乳で、それがコンプレックス。
アイシャ
設定名：アイシャリア＝ロナ＝令美（レヴィ）。二つ名：わだつみの海妃。
水中戦最強（堕天使の中では二番目に弱い）。
温和な性格の巨乳美人。
生前は箱入り娘の元教師だが、漫画などの娯楽に触れることなく育った。
そうした経緯から、漫画を描いて夏コミに参加するのが夢。
当初は、漫画執筆のために、想いを寄せる漫画家暁海雄（あかつきうみお）と協力し、彼の別荘にアドバイザーとして楓子を招いた。
海雄が自分ではなく楓子に興味があったことを知り、失恋から暴走するも英二らに救われる。それをきっかけに英二に想いを寄せるようになる。
キキ
設定名：キケロクロット＝ナイトメア。二つ名：リトル・ヴァンパイア☆。転生前の名：菊子。
吸血による洗脳能力の持ち主。
高飛車な性格だが、根は子供らしく、さみしがり屋。
ナーシェ＝真機那＝ハーシェル
設定名：ナーシェ＝真機那＝ハーシェル。二つ名：万物にして無貌の天使。
詳細は「山本理子」の項目を参照。
メープル
設定名：同上二つ名：女神の聖天使。
詳細は「山本舞子」の項目を参照。

### その他
村井翔也
英二たちの通う私立呉藍学園付属高校の校長。
温厚な性格の好人物で年齢は51歳。
キキの起こした騒動の折に最初に操られた人物。
しかし、ロリコンであったためにそのことに悪感情を抱いてはいなかった。
紆余曲折の末、騒動の後もキキと交流を持つようになる。
藤井
英二たちの担任であり、40代ほどの教諭。
自ら、自身の正義と信念と教育理念のみに仕えると言う融通の効かない、四角四面な人物。彼の説教は「正論という名の言葉の暴力」と英二に称されるほど。
そのため、クラスの生徒たちからは蛇蝎のように嫌われているという。
英二からは、英二と、かつて自身が担任を受け持っていた英二の兄を引き比べるような言動もあって快く思われていない。
一見極めて冷淡な人物であるが、勉強でしか生徒を評価できないことを自覚している不器用な面や、英二たちのクラスの演劇（コメディ）に笑いっぱなしになるという面もある。

### 敵対者たち
死神（D型）
マリスと同様、魂葬を使命とする死神。
5巻短編で初登場。幽体離脱していた理子と舞子をも魂葬しようとするなど、マリス（W型）と比べて融通が効かず、無感情。
一度は姿を維持できず姿を消したが、A.N.G.たちの魂葬を成し遂げようと、6巻でメープル（舞子）が呼び出した竜に受肉。
他者を蹂躙する快楽に目覚め、暴走を始める。
吉岡天下泰平/キャスパー・フォン・ローエングリン
吉岡家長兄。19歳。『キャスパー・フォン・ローエングリン』と言う名前は自称であり本名では無く、『天下泰平』が本名。
英二からは単にアニキ、父や近子らからは略して『泰平』と呼ばれている。
1巻から存在のみは触れられていたが、姿は8巻より登場。9巻で本名が明かされる。
整った容姿に、スポーツ万能、成績トップ、優れたリーダーシップの持ち主、と言う完璧超人。
ただし、性格は傲慢かつ冷酷なサディストで、英二は幼いころから何かと虐められることも多かった。
そのため、英二は強いコンプレックスを抱いているが、天下泰平本人は彼との勝負を楽しんでいる節がある。
楓子からも、彼女の趣味を否定していたことから蛇蝎のごとく嫌われている。
東京の大学に通い始めて以来、長らく音信不通だったが、8巻では上記の名と『神聖ローエングリン帝国』を自称し、7巻終盤に手に入れた『妹ノート』の力である暴挙を成し遂げる。
カイ・セイトゥー
キャスパーの配下、『ローエングリン四天王』の切り込み隊長。
本名は斉藤啓介。
いわゆる、中二病ならぬ『高二病』患者であり、考えた設定を長々と話す。
8巻にて『ローエングリン帝国』の主力であるロボットMS（マシンスーツ）の一機、MSスピアーに乗り、英二たちの前に立ちはだかる。
しかし、なまじMSの設定にリアリティーを追求しすぎたため、現実感を無視した理不尽な強さを持つA.N.G.たちに一方的に倒された。
実際は、キャスパーがA.N.G.たちの戦力を測るための捨て石にすぎなかった。
ギュンター・シュヴァルツシルト
『ローエングリン四天王』の一角であり、キャスパー（天下泰平）の親衛隊長。
本名は黒立牛太。
斉藤曰く、気は優しくて力持ち。
菅仲（コァン・チョン）
『ローエングリン四天王』の一角であり、帝国宰相。
ほかの四天王の例にもれず高二病患者であるため、中二病であり三次元の男が嫌いな楓子との相性は最悪。
そのため、9巻の運動会では彼女と解説と言う名の不毛な口喧嘩を繰り広げた。
本名は菅原仲也。
ニア・アッシュビー
『ローエングリン四天王』の紅一点。
歴とした日本人で、本名は灰原近子。
19歳の歴女。
自ら「四天王の面汚し」と言うほど自分に自信が無い性格。
キャスパーの人となりを熟知しており、彼の冷徹な行いにも性的な興奮を覚えるほどに憧れ、彼に心酔、と言うよりも恋愛感情を抱いている。
山本理子と舞子の従姉。

## 既刊一覧
- あわむら赤光（著） / refeia（イラスト） 『あるいは現在進行形の黒歴史』 ソフトバンククリエイティブ〈GA文庫〉、既刊10巻（2013年6月15日現在）
  1. 「殺戮天使が俺の嫁？」2010年8月15日発売[2]、ISBN 978-4-7973-6147-6
  2. 「紅バラの剣姫が俺の嫁？」2010年11月15日発売[3]、ISBN 978-4-7973-6226-8
  3. 「わだつみの海妃が俺の嫁？」2011年2月15日発売[4]、ISBN 978-4-7973-6365-4
  4. 「リトル・ヴァンパイア☆が俺の嫁？」2011年5月15日発売[5]、ISBN 978-4-7973-6517-7
  5. 「（堕）天使たちの夏休み」2011年8月15日発売[6]、ISBN 978-4-7973-6692-1
  6. 「幼馴染が俺の嫁？」2011年12月15日発売[7]、ISBN 978-4-7973-6736-2
  7. 「中二天使（メープル）が俺の嫁？」2012年4月15日発売[8]、ISBN 978-4-7973-6888-8
  8. 「キモウトのシナリオで俺が嫁？」2012年8月11日発売[9]、ISBN 978-4-7973-7131-4
  9. 「覇権を賭けた大運動会」2013年1月16日発売[10]、ISBN 978-4-7973-7253-3
  10. 「比類なき天空の兄弟ゲンカ」2013年6月15日発売[11]、ISBN 978-4-7973-7442-1